# Koblentzer See
Koblentzer See este o arie protejată (arie de protecție specială avifaunistică — SPA) din Germania întinsă pe o suprafață de 933 ha, integral pe uscat.

## Localizare
Centrul sitului Koblentzer See este situat la coordonatele 53°31′29″N 14°07′20″E / 53.5247°N 14.1222°E.

## Înființare
Situl Koblentzer See a fost declarat arie de protecție specială avifaunistică în aprilie 2008 pentru a proteja 15 specii de animale.

## Biodiversitate
Situată în ecoregiunea continentală, aria protejată nu include niciun habitat protejat.
La baza desemnării sitului se află mai multe specii protejate de  păsări (15): rață mică (Anas crecca crecca), rață cârâitoare (Anas querquedula), Anser albifrons albifrons, gâscă cenușie (Anser anser), buhai de baltă (Botaurus stellaris stellaris), barză albă (Ciconia ciconia ciconia), erete de stuf (Circus aeruginosus), cristeiul de câmp (Crex crex), Grus grus grus, sfrâncioc roșiatic (Lanius collurio), Luscinia svecica cyanecula, gaia neagră (Milvus migrans), Numenius arquata arquata, ploier auriu (Pluvialis apricaria), chiră de baltă (Sterna hirundo).